# Nina Van Pallandt
Nina van Pallandt, nata Nina Magdalene Møller-Hasselbalch (Copenaghen, 15 luglio 1932) è un'attrice e cantante danese.

## Biografia

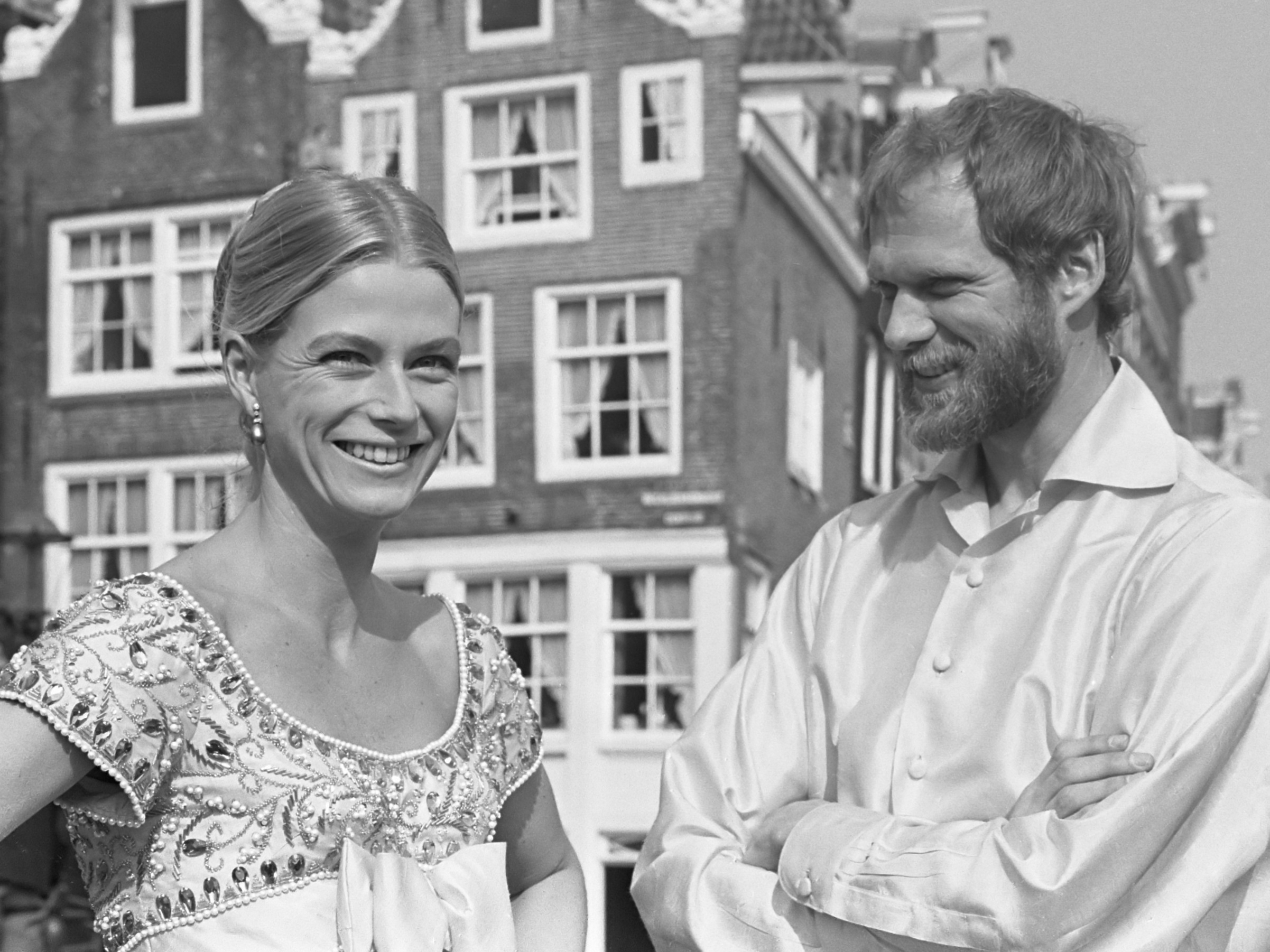
Nina e Frederik van Pallandt, Amsterdam, 1967

Nina, Baronessa van Pallandt, sposò nel 1955 Hugo Wessel, figlio dell'attrice e cantante Denise Orme e del diplomatico danese Theodore W. "Tito" Wessel. Nel 1960 sposò Frederik van Pallandt, con il quale formò il duo artistico Nina & Frederik, raggiungendo la popolarità con canzoni di genere Calypso. Ebbero tre figli: Floris Nicolas Ali, Barone van Pallandt (1961-2006), Kirsa Eleonore Clara, Baronessa van Pallandt (nata nel 1963) e Ana Maria Else, Baronessa van Pallandt (nata nel 1965). La coppia si separò nel 1969 e divorziò nel 1976.
Nei primi anni settanta ebbe una relazione con lo scrittore Clifford Irving. Fu sposata anche con l'autore satirico Robert Kirby. Nina Van Pallandt recitò in diversi spettacoli televisivi negli anni'70 come The Morecambe & Wise Show. Apparve, tra le altre, nelle serie televisive Ellery Queen (1975), Taxi (1982) e Il brivido dell'imprevisto (1988).
Come attrice cinematografica, recitò per Robert Altman in Il lungo addio (1973), Un matrimonio (1978), e Quintet (1979). Apparve anche con Richard Gere in American Gigolò (1980) e con Jeff Bridges in Alla maniera di Cutter (1981). Nel film di James Bond Agente 007 - Al servizio segreto di Sua Maestà (1969), cantò la canzone Do You Know How Christmas Trees Are Grown? di John Barry e Hal David.

## Filmografia parziale

### Cinema
- Il lungo addio (The Long Goodbye), regia di Robert Altman (1973)
- Un matrimonio (A Wedding), regia di Robert Altman (1978)
- Quintet, regia di Robert Altman (1979)
- American Gigolò (American Gigolo), regia di Paul Schrader (1980)
- Alla maniera di Cutter (Cutter's Way), regia di Ivan Passer (1981)
- La spada a tre lame (The Sword and the Sorcerer), regia di Albert Pyun (1982)

### Televisione
- Ellery Queen – serie TV, episodio 1x07 (1975)
- Cuore e batticuore (Hart to Hart) – serie TV, episodio 1x14 (1980)
- Taxi – serie TV, episodio 4x20 (1982)
- Il brivido dell'imprevisto (Tales of the Unexpected) – serie TV, episodio 9x09 (1988)